# Villa Querini (Mestre)
Villa Querini è un palazzo storico di Mestre, frazione del comune di Venezia.
Antica villa veneta per la villeggiatura in campagna, si trova oggi in una zona completamente urbanizzata, all'incrocio tra via Verdi e via Circonvallazione.

## Storia
La gran parte degli studiosi la ritiene settecentesca, sebbene Luigi Brunello la dati con precisione al 1696. Secondo Francesco Scipione Fapanni, fu realizzata da Giorgio Querini del ramo "Stampalia" e alla sua famiglia rimase ininterrottamente sino al 1869, quando si estinse con la morte del noto Giovanni Querini Stampalia.
Attualmente il complesso è proprietà della città di Venezia: gli interni sono occupati da uffici comunali, mentre il parco è divenuto un giardino pubblico.

## Descrizione

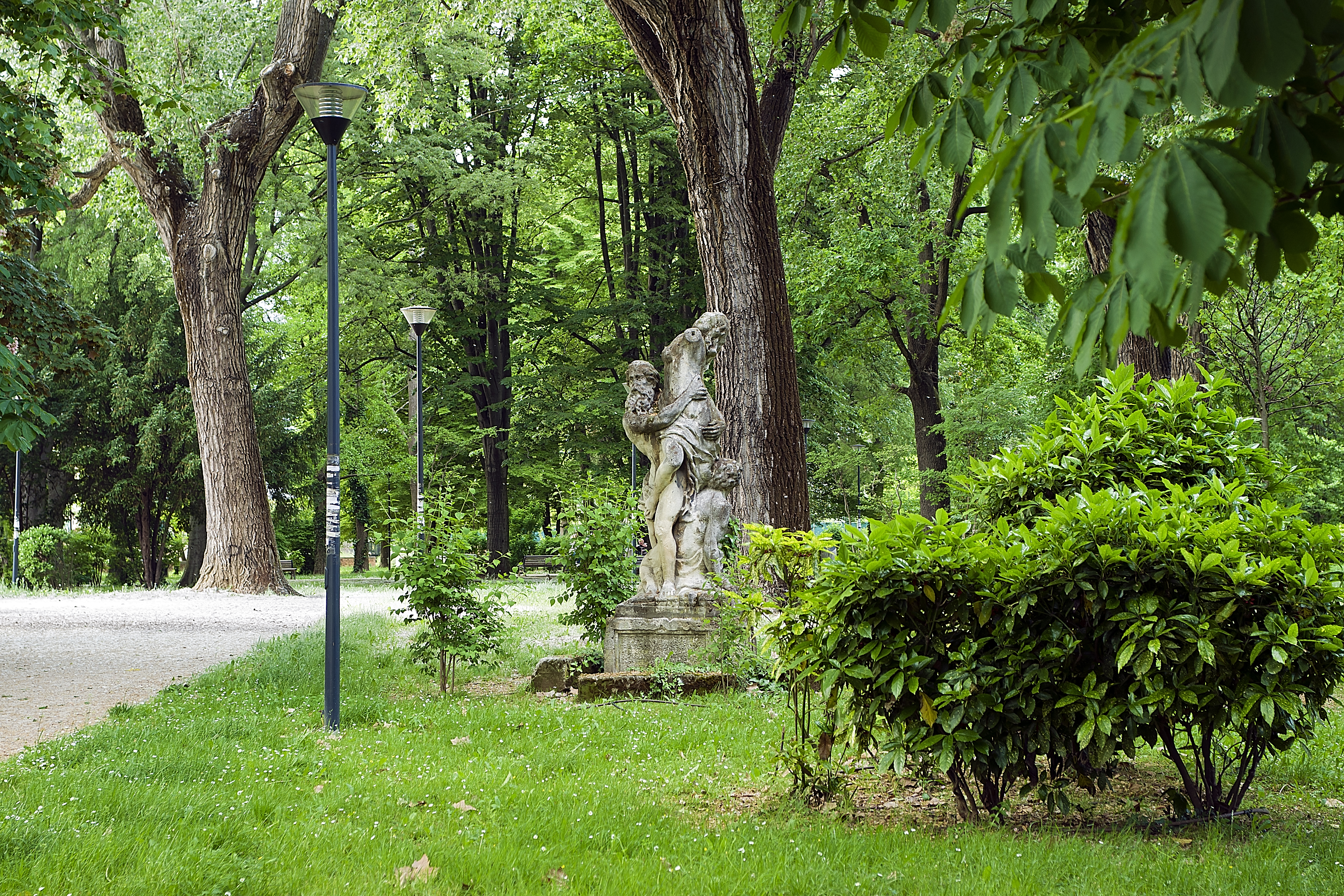
Scorcio del parco.

La villa è costituita dalla casa padronale cui è innestato, sul lato sinistro, un lungo corpo di servizio costituito da vari edifici disposti fra loro ad angolo retto. Il tutto è inserito in un ampio parco delimitato da un muro con cancellata in ferro battuto. I quattro accessi alla proprietà si aprono a sud, lungo la strada, e si caratterizzano per stipiti sormontati da elementi in pietra: due presentano statue (Ercole, Giove, Marte e Mercurio,  di Girolamo Albanese), il terzo delle sfere, l'ultimo dei cesti di frutta.
La casa padronale è un volume compatto a pianta quadrata, sviluppato su tre piani più seminterrato e concluso da una cornice modanata su cui si imposta la copertura. Le facciate laterali est e ovest, inoltre, presentano una sopraelevazione centrale con tetto a spioventi.
La facciata principale è, come di consueto, quella rivolta a mezzogiorno e presenta un'organizzazione tripartita e simmetrica, con le aperture distribuite lungo gli assi verticali secondo il ritmo 2-3-2. Una fascia marcapiano tra il piano rialzato e il seminterrato suggerisce un'analoga tripartizione in senso orizzontale; ai piani superiori tale andamento è sottolineato dalla serie di timpani triangolari posti sopra le aperture. L'asse centrale è messo in risalto dal portale d'ingresso, in cima a una breve rampa di scale, chiuso ad arco e affiancato da finestre architravate; al piano superiore si trova una porta finestra con arco accecato, con altre due porte finestre architravate ai lati, tutte rivolte a un balconcino con ringhiera in ferro battuto; l'ultimo livello reca tra monofore architravate con timpani (triangolari le due laterali, curvilineo quella centrale). Gli assi laterali sono marcati da coppie di finestre architravate.
Gli interni sono strutturati secondo il tipico schema veneziano, basato su un salone centrale passante attorno al quale si distribuiscono gli altri ambienti.
L'annesso localizzato subito ad ovest della casa padronale presenta due livelli con fronte principale simmetrico rivolto a sud. Al centro piano terra si apre un alto ingresso ad arco, affiancato da un'alternanza di finestre ad arco e portefinestre architravate con timpani triangolari. Il livello superiore si caratterizza per una serie di finestre quadrate, disposte in corrispondenza di ogni apertura inferiore.
Gli altri edifici di servizio non presentano particolarità architettoniche degne di nota.